# 科维尔 (犹他州)
科维尔（英文：Coalville），是美国犹他州萨米特县下属的一座城市。建市于 1858年，面积大约为3.66平方英里（9.5平方公里），海拔约为5,577英尺（1,700米）。根据2010年美国人口普查，该市有人口1,363人。